# Mellantjärnen (Anundsjö socken, Ångermanland)
Mellantjärnen är en sjö i Örnsköldsviks kommun i Ångermanland och ingår i Moälvens huvudavrinningsområde. Sjöns area är 0,014 kvadratkilometer och den befinner sig 270 meter över havet.